# Irssi
Irssi (uttalas irrssi) är en IRC-klient som används för att chatta på IRC och skrevs ursprungligen av finländaren Timo Sirainen. Klienten är ett terminalbaserat Unix-program. Irssi ges ut under licensen GPL-2.0-or-later och används ofta av avancerade IRC-användare tillsammans med det sessionsupprätthållande programmet Screen, rentav från kommersiella shellservrar med hög tillgänglighet till vilka det går att koppla sig varifrån som helst med säker SSH-shell.
Trots att klienten ursprungligen skrevs direkt för Unixliknande operativsystem så fungerar den både för Windows genom Cygwin och Mac OS X.